# 147 Protogeneia
147 Protogeneia (in italiano anche 147 Protogenia) è un asteroide della fascia principale del diametro medio di circa 132,9 km. Scoperto nel 1875, presenta un'orbita caratterizzata da un semiasse maggiore pari a 3,1343793 au e da un'eccentricità di 0,0231565, inclinata di 1,93334° rispetto all'eclittica.
Ha una superficie molto scura e una probabile composizione primitiva di carbonati.
L'asteroide è dedicato a Protogenia, nella mitologia greca una delle figlie del re di Atene Eretteo.
Un'occultazione stellare di Protogeneia è stata osservata il 28 maggio 2002 dal Texas.